# Nữ bạo dâm

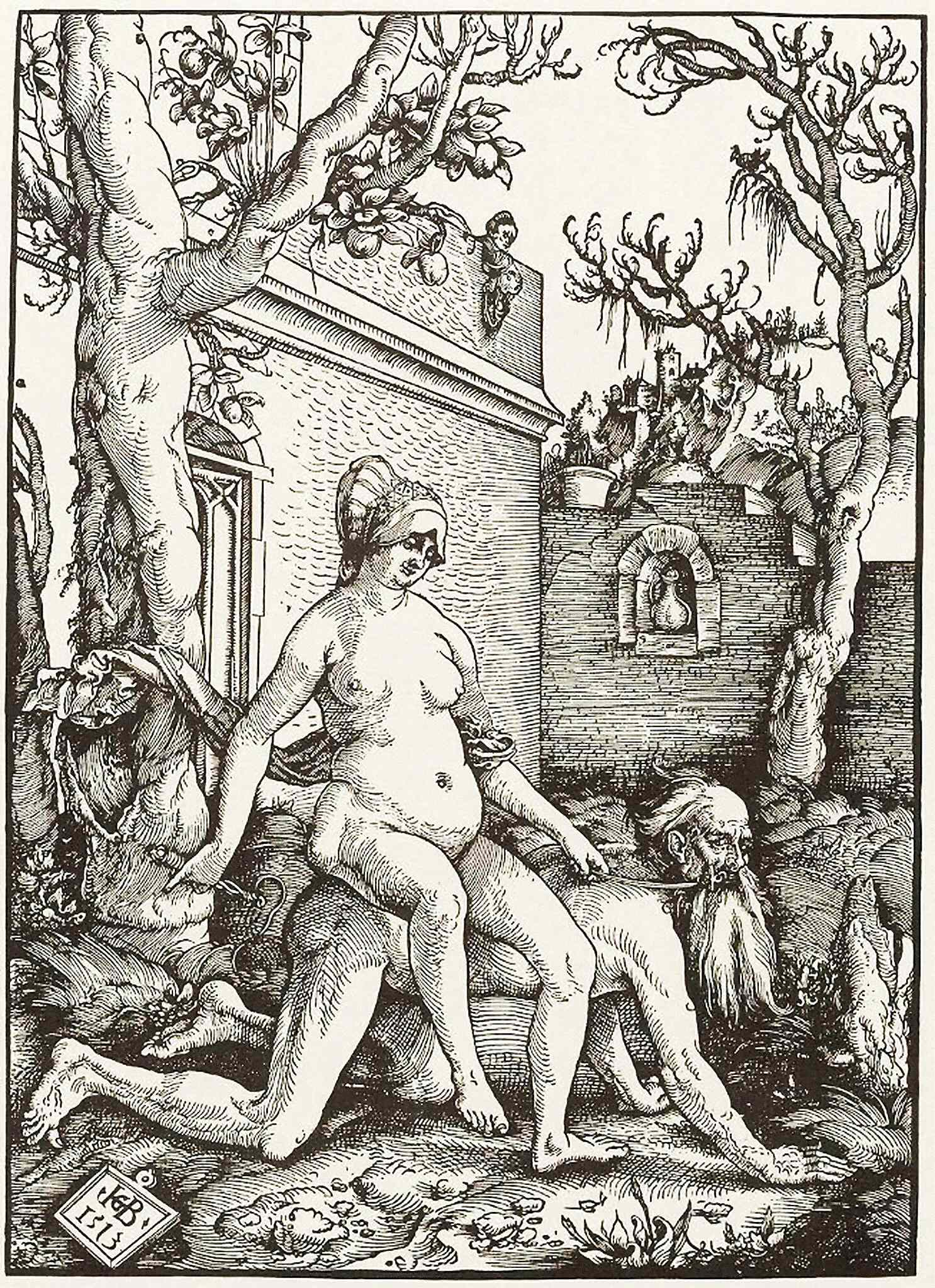
A-rít-xtốt và người tình Phyllis. Tác phẩm có niên đại từ năm 1515.

Nữ bạo dâm hay còn gọi là nữ thống dâm (tiếng Anh: femdom) hay nữ cường, là một hoạt động BDSM mà trong đó người nữ đóng vai trò thống trị, và bản thân người nữ được gọi là mistress hay miss, tức bà chủ hay nữ chủ một số nơi dùng mis như 1 cách gọi tắt dù thuật ngữ không hề chính thống. Họ có thể thuộc bất cứ thiên hướng tình dục nào, nhưng thiên hướng của họ không cần thiết phải giới hạn giới tính của người trong vai phục tùng. Vai trò của mis thậm chí có thể không bao gồm làm đau đớn thể xác cho người phục tùng và sự thống trị còn được thể hiện bằng lời nói như làm nhục hay sự nô lệ.
Việc sử dụng các từ domme, dominatrix, dom hay dominant bởi bất kỳ người nữ nào trong vai trò thống trị thì hầu hết là do sở thích cá nhân và các thông lệ trong nội bộ bối cảnh BDSM lựa chọn, nhưng ở Việt Nam thì thường gọi là mistress, nữ chủ, cô chủ, mẹ hoặc đơn giản chỉ là mis.
Khi văn hóa ái vật đang ngày càng trở nên thịnh hành trên sóng truyền thông phương Tây và Nhật Bản thì cảnh mô tả các mistress trên sóng truyền hình và điện ảnh cũng trở nên phổ biến hơn.

## Sách đọc thêm
- Tomi Ungerer: Schutzengel der Hölle, Diogenes 1986, ISBN 3-257-02016-3
- Annick Foucault, Françoise maîtresse, Gallimard 1994, ISBN 2-07-073834-5
- Shawna Kenney, I Was a Teenage Dominatrix: a Memoir, Last Gasp 2002, ISBN 0-86719-530-4
- Melissa Febos, Whip Smart, St. Martin's Press 2010, ISBN 0-312-56102-4
- Susan Winemaker Concertina: the Life and Loves of a Dominatrix, Pocket Books 2007, ISBN 978-1-4165-2689-6
- Evangelline Dubois: How To Be A Domme: the Practical Guide to Becoming a Professional Dominatrix, 2011
- Anthony McGee: How to be Dominated like a Man, McGee 2013, ISBN 0-86547-452-4
- Anne O. Nomis: The History & Arts of the Dominatrix Mary Egan Publishing & Anna Nomis Ltd 2013, ISBN 978-0-992701-0-00
- Lindemann, Danielle J. (2012). Dominatrix: Gender, Eroticism, and Control in the Dungeon. University of Chicago Press. ISBN 9780226482569.